# Ouvrage Vélosnes

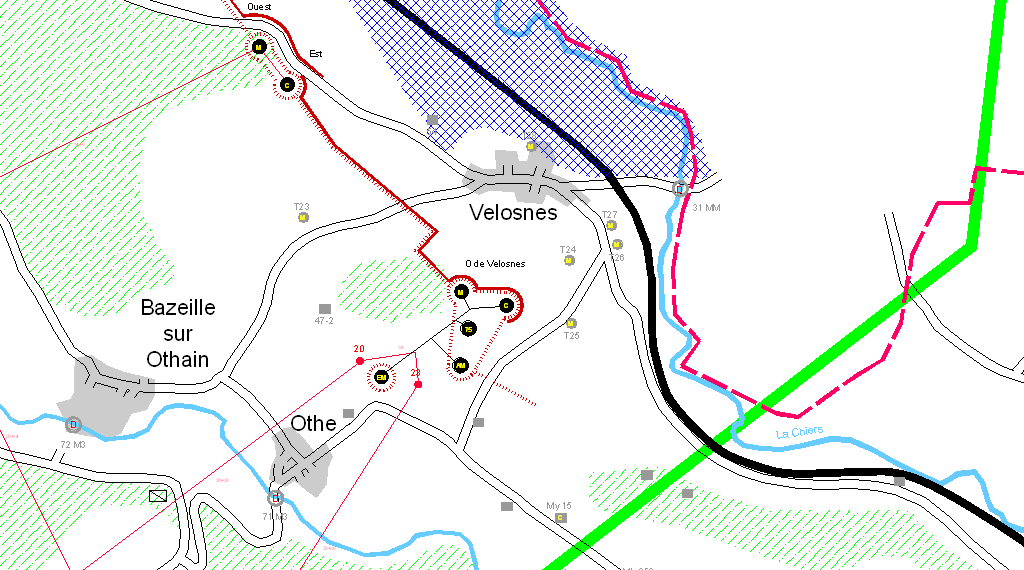
Kaart van het fort en de omgeving

Het ouvrage de Vélosnes of Velosnes is een gros ouvrage (groot vestingswerk) van de Maginotlinie, onderdeel van de Versterkte Sector van Montmédy. Het bevindt zich op het grondgebied van de gemeenten Othe en Velosnes, vlak bij de Belgische grens. Het ondergronds verdedigingswerk is momenteel ontoegankelijk en wordt beheerd als natuurreservaat.

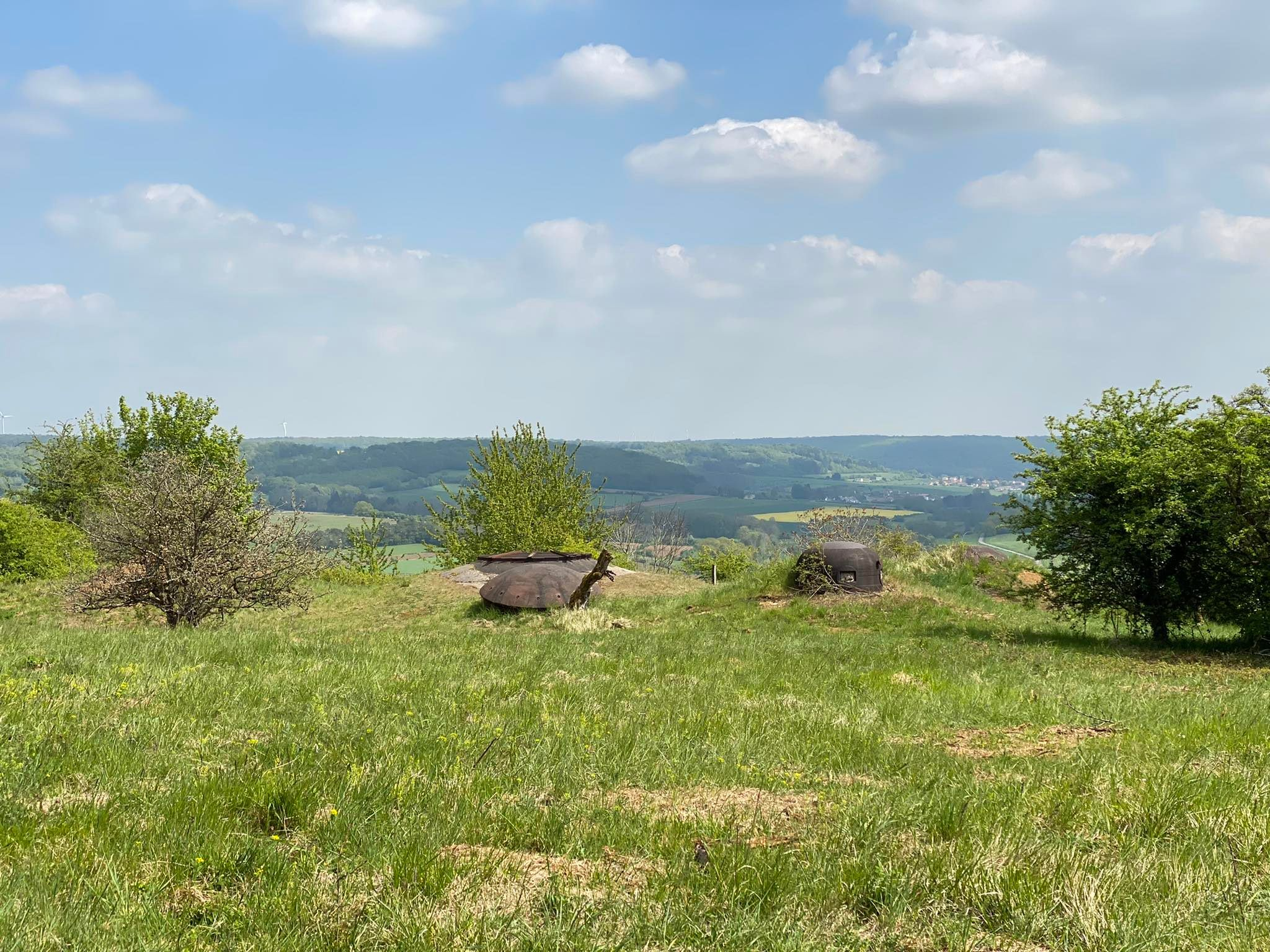
De artilleriekoepel en de GFM koepel van blok 1 van het ouvrage de Velosnes.

## Positie in de Maginotlinie
De Maginotlinie was opgedeeld in verschillende sectoren. Ourvrage Vélosnes lag in de subsector van de Tete de pont de Montmedy die een onderdeel was van de Versterkte Sector van Montmedy. Deze sector lag in de zone van het Tweede Leger.

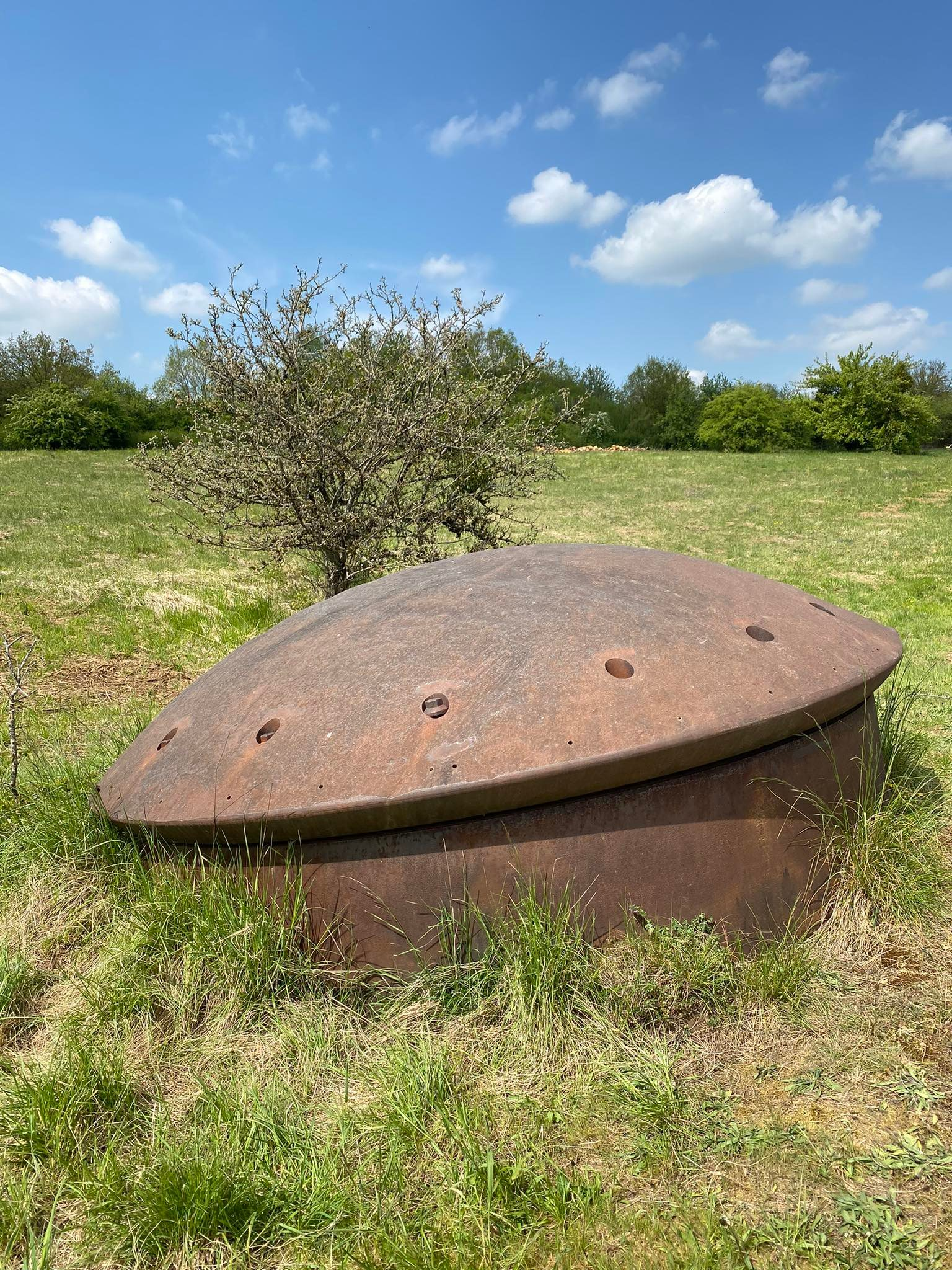
Verwijderd deksel van de artilleriekoepel (75mm) blok 1
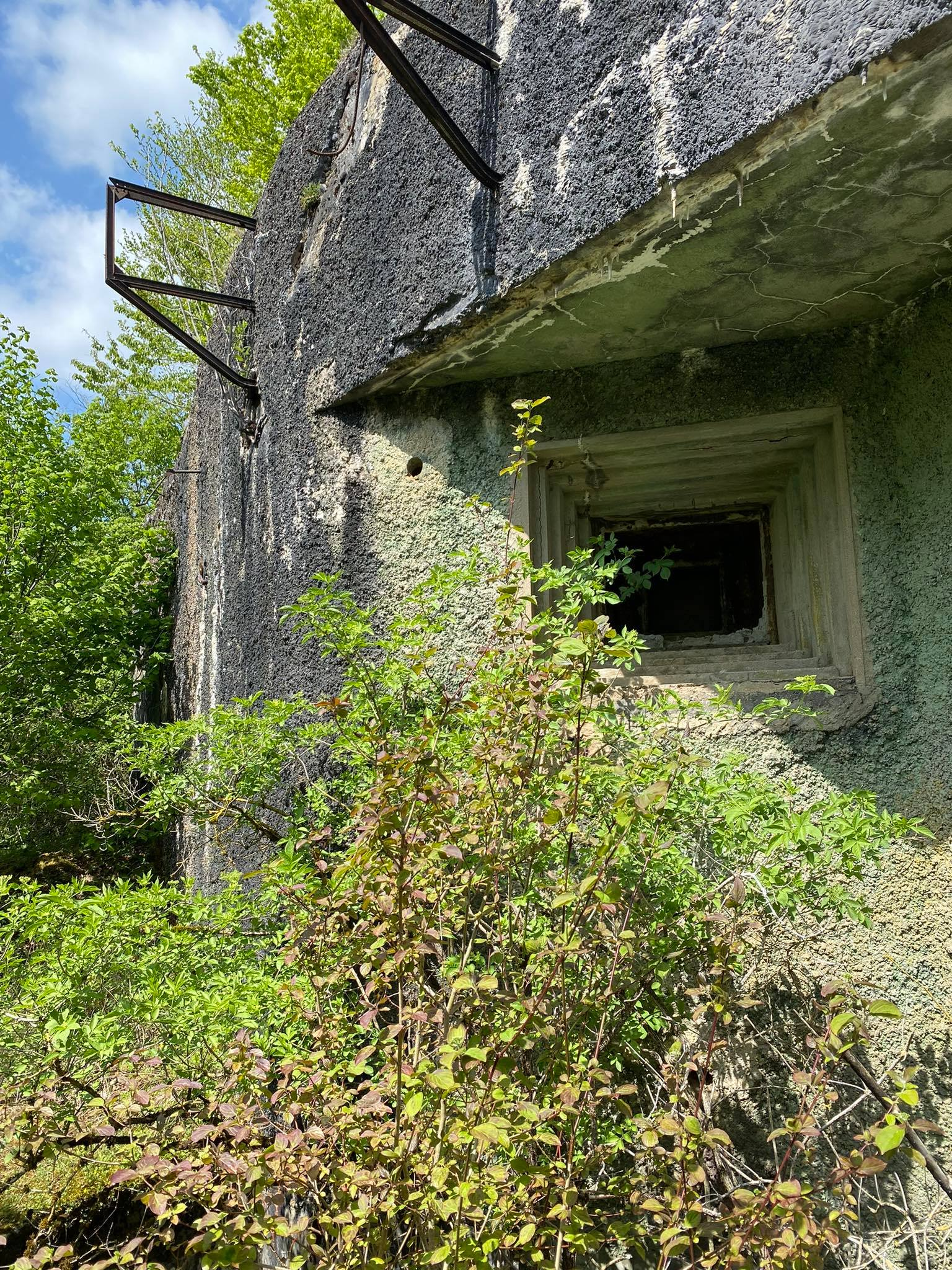
Detail van blok 6
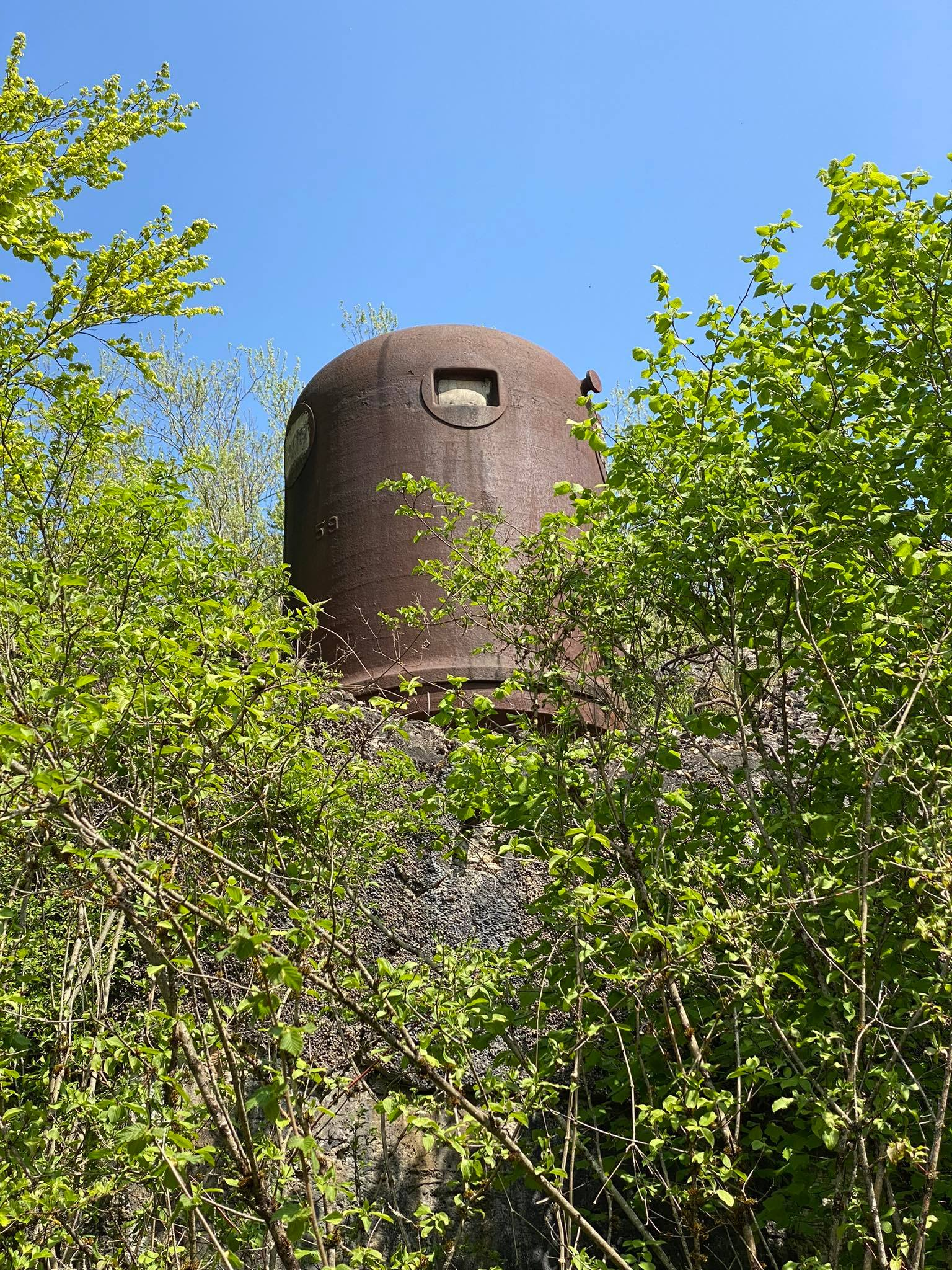
GFM koepel van blok 6
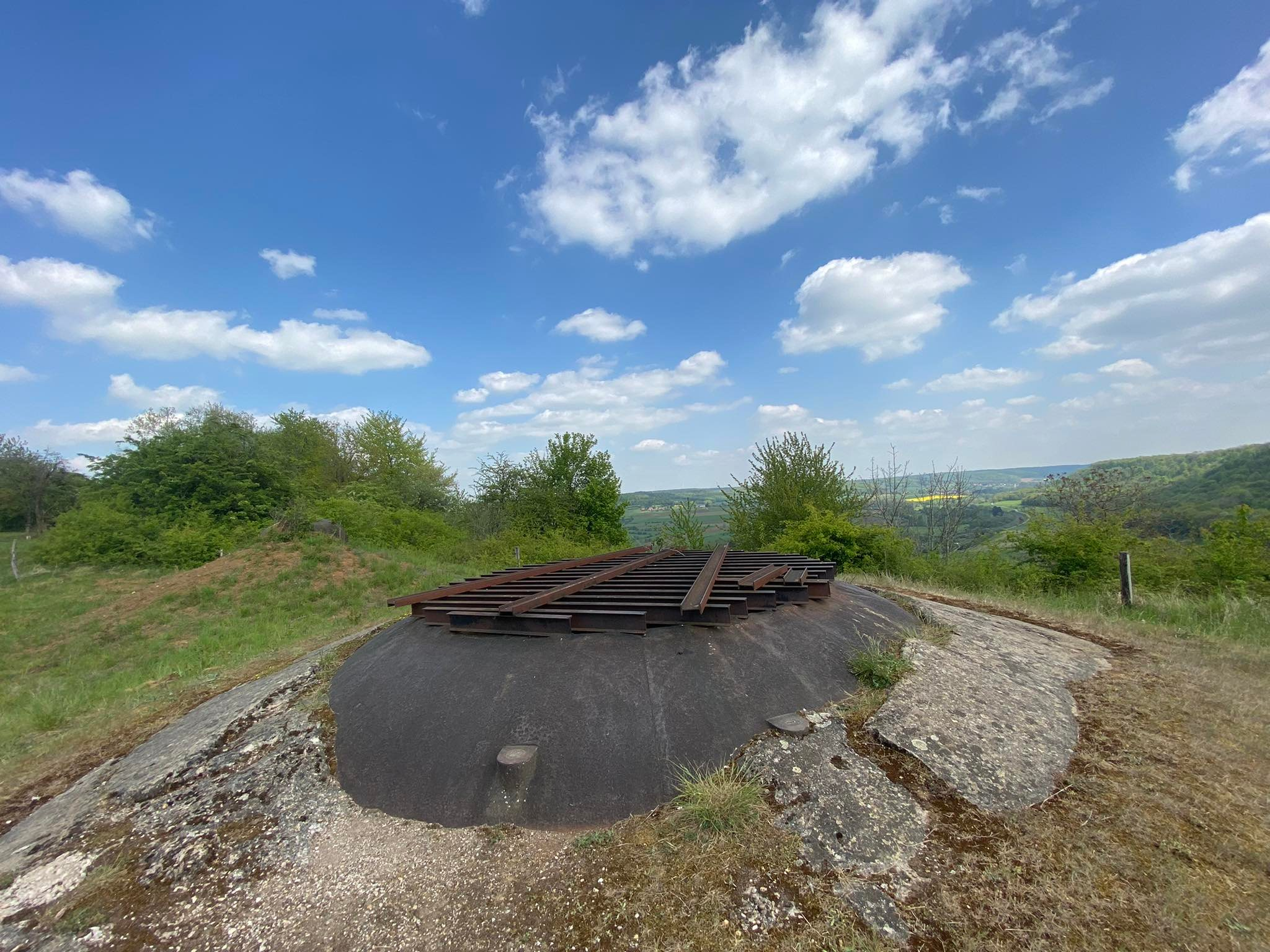
Stalen beschermingsbalken van de koepelopening van blok 1

## Voetnoten
1. ↑  De naam van de gemeente wordt geschreven zonder accent volgens de officiële geografische code van het INSEE, terwijl het op de topografische kaart van het IGN met accent staat. Bron : (fr) Fiche de la commune de Velosnes. Geraadpleegd op 7 november 2013.  en (fr) Le portail des territoires et des citoyens - Geoportail. Geraadpleegd op 17 november 2013.  .